# Crocidura trichura
Espèce
Statut de conservation UICN

PEB1ab(iii,v); C2a(ii) : Peut-être éteint
Crocidura trichura est une espèce de musaraignes de la famille des Soricidae endémique de l'île Christmas en Australie.
L'espèce est en danger critique d'extinction. Elle pourrait être fonctionnellement éteinte,  .